# Ventron
Ventron ([vɛnˈtʁɔ̃] , deutsch Winterung) ist eine französische Gemeinde mit 839 Einwohnern (Stand: 1. Januar 2022) im Département Vosges in der Region Grand Est (bis 2015 Lothringen). Sie gehört zum Arrondissement Épinal (bis 2024 Saint-Dié-des-Vosges) und zum Gemeindeverband Hautes Vosges. Die Bewohner werden Véternats und Véternates genannt.

## Geografie
Die Wintersport-Gemeinde Ventron liegt in den Vogesen, 30 Kilometer von Remiremont und 45 Kilometer von Mülhausen entfernt. Das Gemeindegebiet von Ventron ist bis auf den Mündungsbereich identisch mit dem Einzugsgebiet des Moselotte-Nebenflusses Ventron, einschließlich seiner Zuflüsse Rupt du Moulin und Ruisseau des Vinterges. Die drei Fließgewässer entspringen am Vogesen-Hauptkamm, der auch die östliche Gemeindegrenze und die Grenze zur ehemaligen Region Elsass bildet. Im nordöstlichsten Winkel des Gemeindeareals erhebt sich der 1202 Meter hohe Grand Ventron, der von Ventron aus über eine Straße erreichbar ist. Im Osten besteht mit dem 884 Meter hohen Col d’Oderen ein Straßenübergang ins elsässische Thurtal. Der 957 Meter hohe Sattel des Col du Page im Süden führt nach Bussang ins Quellgebiet der Mosel und ist Fußgängern und Radfahrern vorbehalten.

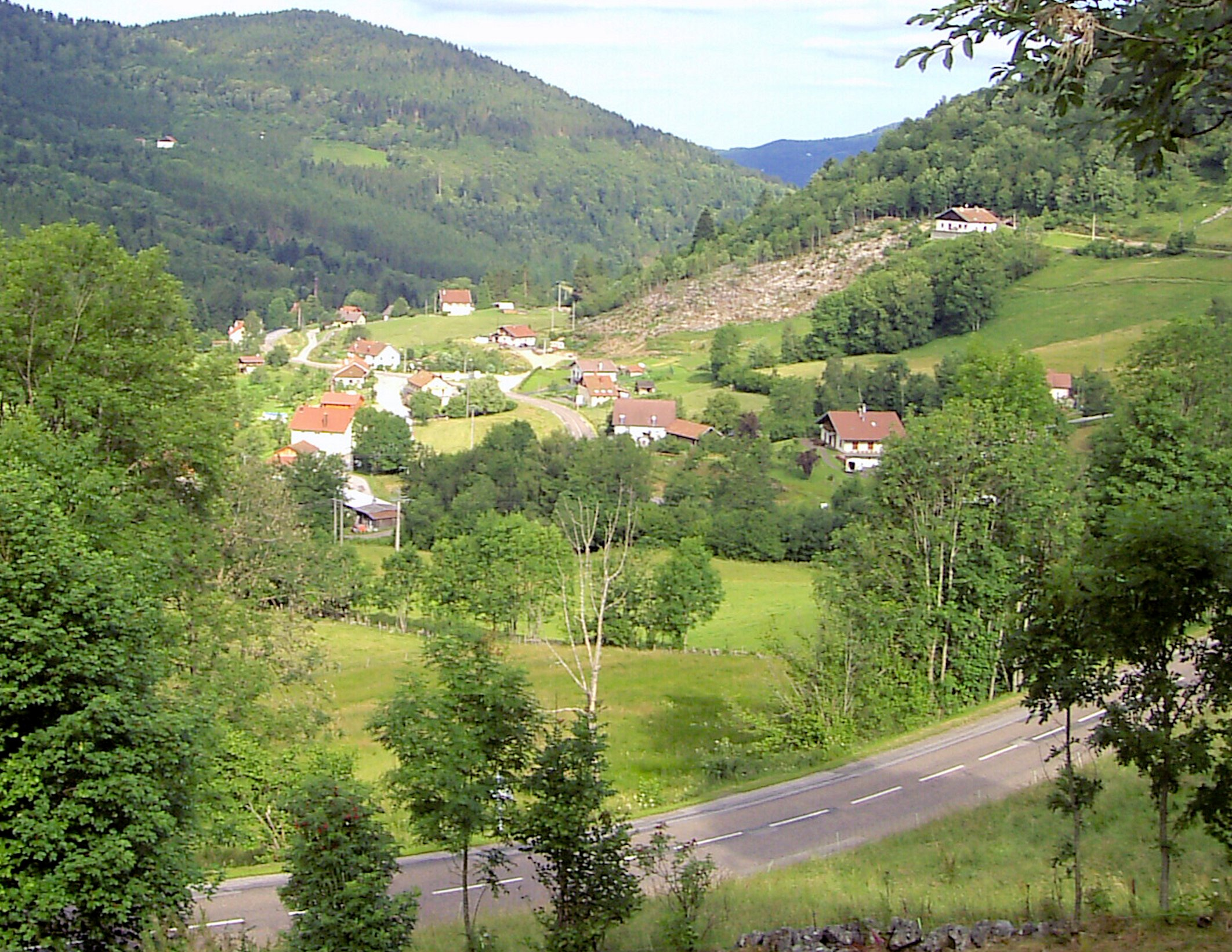
Blick in das Ventrontal

Der in Ventron etwa 600 Meter hoch gelegene Talboden ist nicht für den Ackerbau geeignet, sodass Weidewirtschaft vorherrscht. Etwa zwei Drittel des 24,97 km² großen Gemeindegebietes sind bewaldet: im Osten das geschlossene Waldgebiet des Forêt du Rupt Furchu, im Süden von zahlreichen Skipisten unterbrochene Wälder. von Wohn- und Gewerbegebieten geprägt, für landwirtschaftliche Nutzung bleibt wenig Raum.
Ventron hat eine sehr aufgelockerte Bebauung, viele Ferienhäuser liegen verstreut an den Hängen. Lediglich um die Kirche ist ein etwas dichterer Siedlungskern auszumachen. Zu Ventron gehört der im Westen an Cornimont-Travexin angrenzende Ortsteil Les Malcostes.
Nachbargemeinden von Ventron sind Cornimont im Westen und Norden, Kruth im Nordosten, Fellering im Osten, Bussang im Süden sowie Le Ménil im Südwesten.

## Geschichte
Man vermutet, dass das Gebiet um Ventron im 11. Jahrhundert von Elsässern oder Schweizern besiedelt wurde. Als Name der Ansammlung von Hütten tauchte dabei Uberwinter, 1579 Wynterau auf. Spätestens 1617 sprach man von Ventron, das zum Besitz des Touler Bischofs Jean des Porcelets de Maillane (1581–1624) gehörte.
Im Zweiten Weltkrieg wurde im Rahmen der Aktion Waldfest am 8. November 1944 durch Gestapo und Wehrmacht eine Razzia statt. 128 Männer des Ortes wurden zur Zwangsarbeit nach Pforzheim deportiert. Von ihnen überlebten acht nicht. Am 9. November wurden die restlichen Ortseinwohner aus dem Dorf vertrieben.

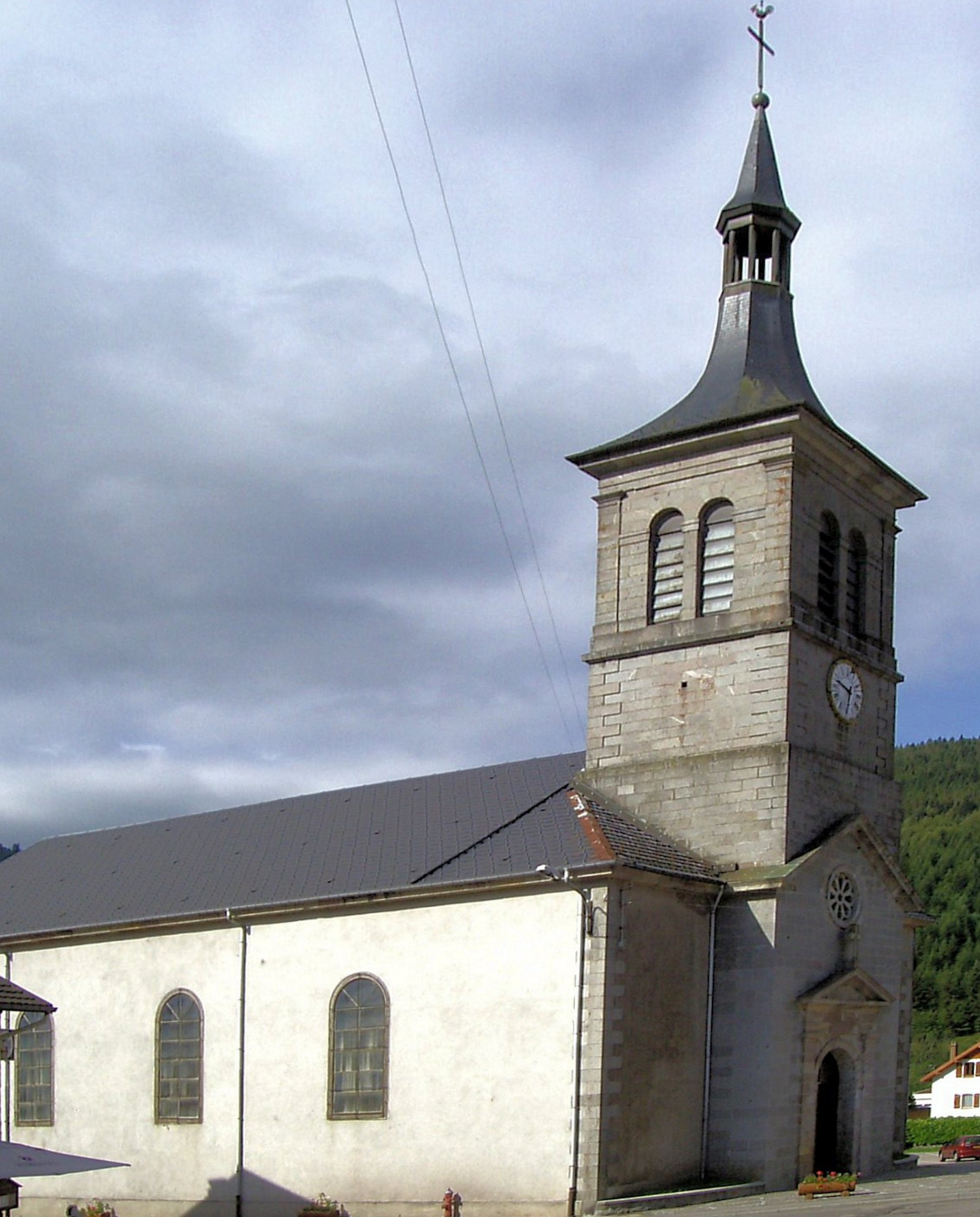
Kirche Saint-Claude in Ventron

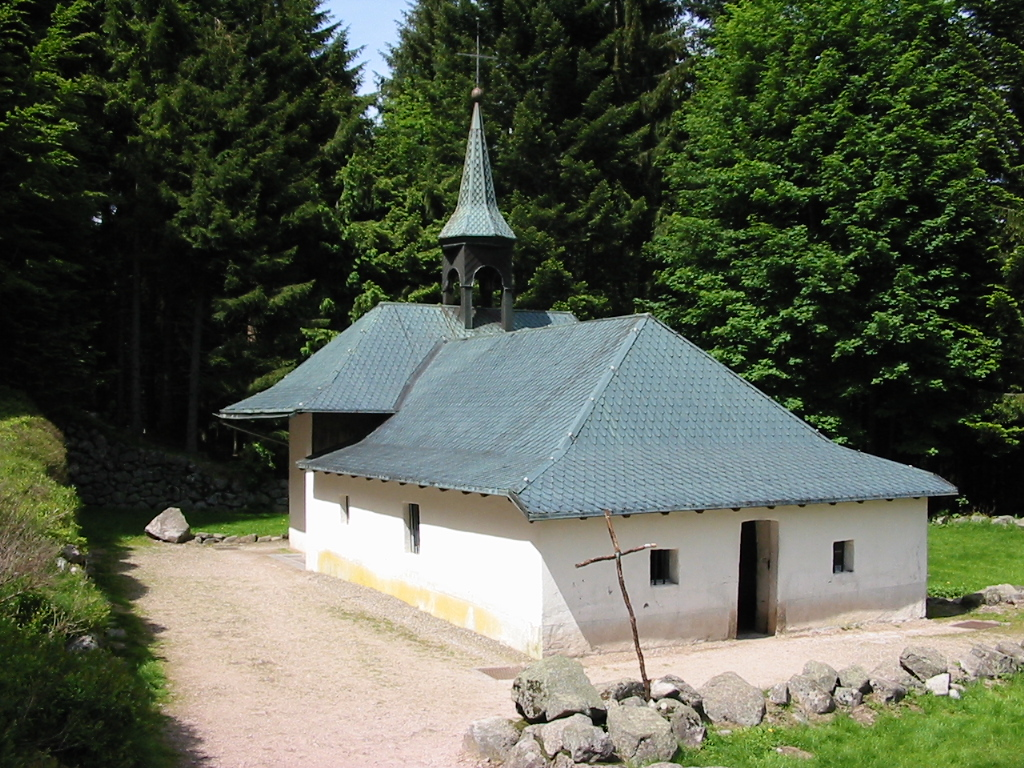
Kapelle Frère Joseph

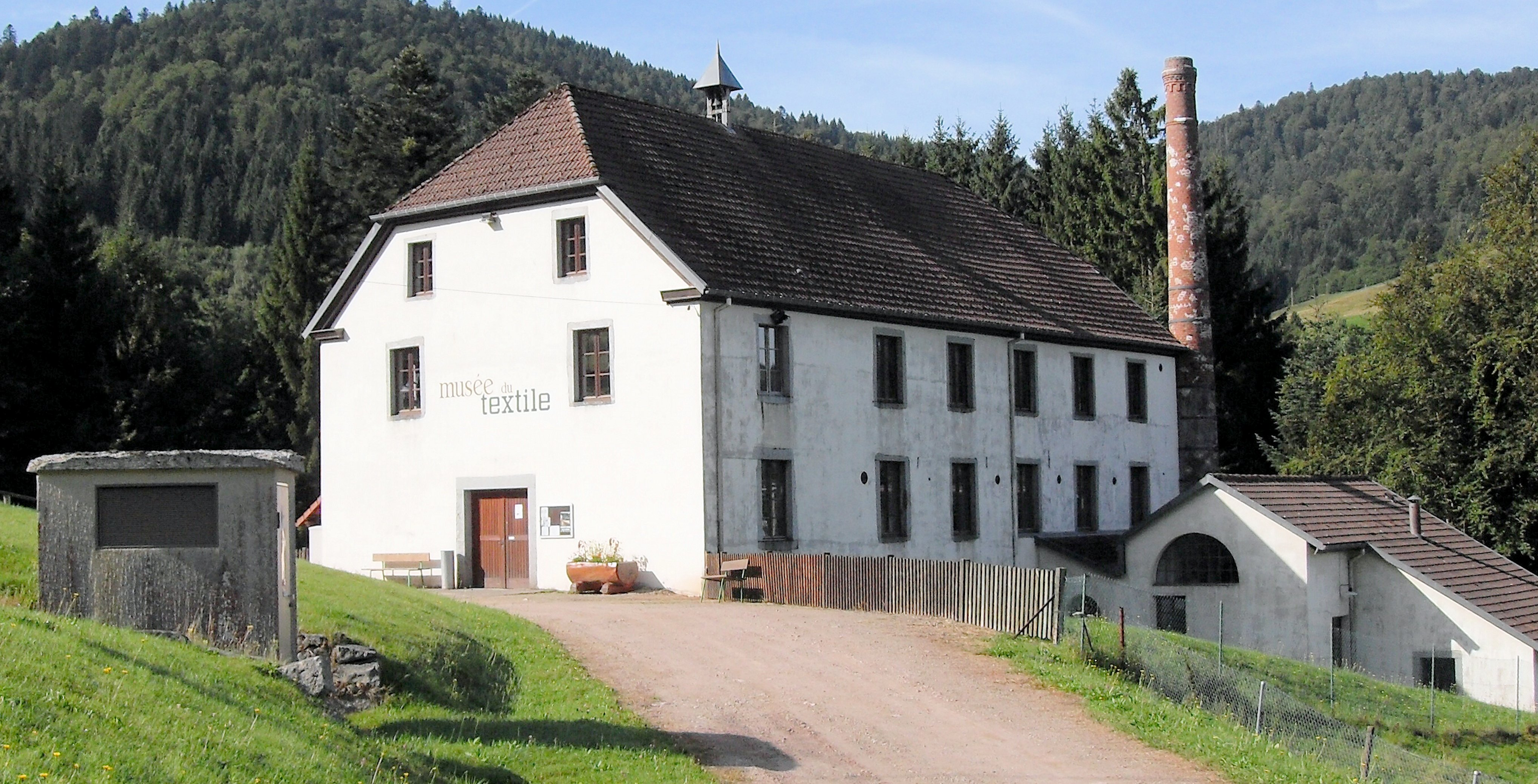
Museum der Textilindustrie

### Textilindustrie
Zu Beginn des 19. Jahrhunderts kam die Textilindustrie aus dem Elsass auf die lothringische Seite der Vogesen. Bis dahin lebten die Familien als Selbstversorger. Nachdem 1825 die erste Spinnerei im nahen Saulxures-sur-Moselotte gegründet worden war, kamen ab 1840 die ersten mechanischen Webstühle nach Ventron. Zwanzig Jahre zählte die Gemeinde bereits 288 Arbeitsplätze in vier Fabriken. Grund für die Standortwahl in den Vogesentälern war die vorhandene Wasserkraft der Bergflüsse, die die mechanischen Webstühle anfangs antrieben, ehe an die Stelle des Wasserrades die Dampfmaschinen traten.
Die Webereien, die den Stoff als Grand Ventron vertrieben, blieben bis zum Beginn des Zweiten Weltkrieges erfolgreich. Ab den 1950er Jahren setzte langsam der Niedergang der Textilindustrie im gesamten Gebiet der Vogesen ein.
In einer 1855 gegründeten und 1952 geschlossenen Fabrik wurde das Textilmuseum Ventron eingerichtet. Nach umfangreicher Restaurierung können die Antriebswellen, Zahnräder, Riemenscheiben und Riemen zur Anschauung in Betrieb genommen werden.

### Bevölkerungsentwicklung
| Jahr      | 1962 | 1968 | 1975 | 1982 | 1990 | 1999 | 2006 | 2014 | 2022 |
| --------- | ---- | ---- | ---- | ---- | ---- | ---- | ---- | ---- | ---- |
| Einwohner | 924  | 970  | 915  | 970  | 900  | 979  | 928  | 857  | 839  |

Im Jahr 1896 wurde mit 1469 Bewohnern die bisher höchste Einwohnerzahl ermittelt. Die Zahlen basieren auf den Daten von cassini.ehess.fr und INSEE.

## Sehenswürdigkeiten
- Kirche Saint-Claude, 1841 errichtet
- Eremitenkapelle Frère-Joseph (Bruder Josef) aus dem Jahr 1757, Monument historique[5]
- Museum der Textilindustrie

## Wirtschaft und Infrastruktur
Die Landwirtschaft spielt in den oberen Vogesen heute nur noch eine untergeordnete Rolle. In Ventron sind noch zehn Landwirtschaftsbetriebe ansässig (Walnussanbau, Milchwirtschaft, Pferde- und Rinderzucht, Schaf- und Ziegenhaltung). Nach dem Niedergang der Textilindustrie setzte Ventron zunehmend auf den Fremdenverkehr. Der Höhenluftkurort ist inzwischen durch Hotels, Pensionen, Ferienhäuser und Jugendherbergen touristisch erschlossen. Ein Fremdenverkehrsbüro (Office de tourisme) im Ort koordiniert die Aktivitäten. Überregional bekannt ist das Skigebiet rund um die Kapelle des Bruders Josef (Ermitage Frère Joseph), einem Eremiten, der dort 30 Jahre lang zurückgezogen lebte und 1784 starb. Von einem Hotel nahe der Kapelle führen Skilifte und ein Sessellift zu den Skipisten. Des Weiteren werden im Winter 16 Kilometer Langlaufloipen gespurt. Im Sommer öffnet in Ventron eine Schule für Gleitschirmflieger.
Ventron ist von der Route nationale 66 (Europastraße 512) (Épinal-Mülhausen) aus ab Le Thillot über Le Ménil oder ab Fellering über den Col d’Oderen zu erreichen. Weitere Straßenverbindungen bestehen nach Remiremont und Gérardmer.

## Persönlichkeiten
- Thérèse Leduc (1934–1988), Skirennläuferin
- Marguerite Leduc (* 1935), Skirennläuferin
- Anne-Marie Leduc (* 1937), Skirennläuferin

## Belege
1. ↑  Ventron. In: Gedenkorte Europa 1939-1945. Studienkreis Deutscher Widerstand 1933 - 1945, abgerufen am 8. Mai 2025.
2. ↑  Textilmuseum (französisch)
3. ↑  Ventron auf cassini.ehess.fr
4. ↑  Ventron auf insee.fr
5. ↑  Ermitage Frère Joseph auf culture.douv.fr
6. ↑  Landwirtschaftsbetriebe auf annuaire-mairie.fr (französisch)